# اوله کریستیان براین
اوله کریستیان براین (انگلیسی: Ole-Kristian Bryhn؛ زادهٔ ۱ مهٔ ۱۹۸۹) ورزشکار ورزش تیراندازی اهل نروژ است.
وی در مسابقات کشوری و بین‌المللی در مجموع برندهٔ ۱ مدال طلا، ۱ مدال برنز شده‌است.